# 沙莱克斯
沙莱克斯（法语：Challex），是法国东部安省的一个市镇。面积 8.67平方公里，人口1057，人口密度121.91人／平方公里（1999年）。

## 人口
沙莱克斯人口变化图示
| 数据来源：INSEE |